# Clupeonella caspia
Espèce
Synonymes
- Clupeonella delicatula caspia Svetovidov, 1941[1]

Statut de conservation UICN

 LC  : Préoccupation mineure
Clupeonella caspia est une espèce de poissons de la famille des Clupeidae.

## Systématique
L'espèce Clupeonella caspia a été décrite en 1941 par l'ichtyologiste russe Anatolii Nicolaevich Svetovidov (d).

## Répartition
Cette espèce vit dans la mer Caspienne, la Volga, l'Oural et probablement dans le Terek.

## Description
Clupeonella caspia peut mesurer jusqu'à 149 mm. Il s'agit d'une espèce marine qui remonte les cours d'eau pour se reproduire.

## Étymologie
Son épithète spécifique, caspia, fait référence au bassin de la mer Caspienne. 